# Firebrand Games
Firebrand Games Limited là nhà phát triển trò chơi điện tử của Anh có trụ sở tại Glasgow, Scotland. Công ty được thành lập bởi giám đốc điều hành Mark Greenshields vào năm 2006 và vận hành văn phòng thứ hai tại Merritt Island, Florida, kể từ tháng 9 năm 2007.

## Lịch sử
Firebrand Games do Mark Greenshields thành lập vào năm 2006, sau khi liên doanh trước đó của ông là DC Studios bị đóng cửa hoạt động tại Vương quốc Anh vào đầu năm 2006. Ông trở thành giám đốc điều hành của công ty mới. Tháng 9 năm 2007, công ty thông báo mở văn phòng thứ hai tại Merritt Island, Florida. Văn phòng này thay thế studio duy nhất còn lại của DC Studios, có trụ sở tại Montreal. Vào tháng 9 năm 2009, trụ sở chính của Firebrand Games được chuyển đến không gian văn phòng mới, lớn hơn ở Glasgow. Đến tháng 8 năm 2010, chủ yếu do chi phí kinh doanh ở Scotland, văn phòng Meritt Island đã tăng số lượng nhân viên lớn hơn trụ sở chính ở Glasgow.
Firebrand Games chủ yếu hoạt động trên các phiên bản Nintendo DS thuộc sở hữu trí tuệ của bên thứ ba trong thể loại đua xe, như là TrackMania và Need for Speed. Một số trong số này sử dụng công cụ trò chơi nội bộ có tên 3D Octane. Tháng 5 năm 2011, công ty tuyên bố mong muốn phát triển một trò chơi thuộc dòng F-Zero. Firebrand Games đã công bố tài sản trí tuệ đầu tiên của mình, trò chơi giải đố Solar Flux, vào tháng 7 năm 2013.

## Một số tựa trò chơi
| Năm  | Tiêu đề                            | Nền tảng                                                        | Nhà xuất bản                           |
| ---- | ---------------------------------- | --------------------------------------------------------------- | -------------------------------------- |
| 2006 | Cartoon Network Racing             | Nintendo DS                                                     | The Game Factory                       |
| 2007 | Crayola Treasure Adventures        | Nintendo DS                                                     | Crave Entertainment                    |
| 2007 | Race Driver: Create & Race         | Nintendo DS                                                     | Codemasters                            |
| 2008 | Ferrari Challenge: Trofeo Pirelli  | Nintendo DS                                                     | System 3                               |
| 2008 | Race Driver: Grid                  | Nintendo DS                                                     | Codemasters                            |
| 2008 | TrackMania DS                      | Nintendo DS                                                     | Focus Home Interactive, Atlus USA      |
| 2008 | Need for Speed: Undercover         | Nintendo DS                                                     | Electronic Arts                        |
| 2009 | Colin McRae: Dirt 2                | Nintendo DS                                                     | Codemasters                            |
| 2009 | Need for Speed: Nitro              | Nintendo DS                                                     | Electronic Arts                        |
| 2009 | Planet 51: The Game                | Nintendo DS                                                     | Sega                                   |
| 2010 | SpongeBob's Boating Bash           | Nintendo DS                                                     | THQ                                    |
| 2010 | TrackMania Turbo                   | Nintendo DS                                                     | Focus Home Interactive                 |
| 2010 | TrackMania: Build to Race          | Wii                                                             | Focus Home Interactive                 |
| 2010 | Hot Wheels: Track Attack           | Nintendo DS, Wii                                                | THQ                                    |
| 2010 | Need for Speed: Nitro-X            | Nintendo DSi                                                    | Electronic Arts                        |
| 2011 | NASCAR Unleashed                   | Nintendo 3DS, PlayStation 3, Wii, Xbox 360                      | Activision                             |
| 2011 | Cars 2                             | Nintendo 3DS, Nintendo DS                                       | Disney Interactive Studios             |
| 2011 | Need for Speed: The Run            | Nintendo 3DS, Wii                                               | Electronic Arts                        |
| 2013 | Fast & Furious: Showdown           | Microsoft Windows, Nintendo 3DS, PlayStation 3, Wii U, Xbox 360 | Activision                             |
| 2013 | Mr & Mrs                           | iOS                                                             | Sony Computer Entertainment            |
| 2013 | Solar Flux                         | Linux, macOS, Microsoft Windows                                 | Firebrand Games                        |
| 2013 | Solar Flux Pocket                  | Android, iOS                                                    | Firebrand Games                        |
| 2013 | Hot Wheels: World's Best Driver    | Microsoft Windows, Nintendo 3DS, PlayStation 3, Wii U, Xbox 360 | Warner Bros. Interactive Entertainment |
| 2015 | WRC FIA World Rally Championship   | Nintendo 3DS, Android, iOS                                      | Bigben Interactive                     |
| 2017 | NASCAR Heat Mobile                 | Android, iOS                                                    | 704Games                               |
| 2020 | Conjurer Andy's Repeatable Dungeon | iOS, Microsoft Windows, Nintendo Switch                         | Firebrand Games                        |